# Tom Sealy
Thomas Fitz Sealy, detto Tom (Filadelfia, 23 febbraio 1921 – Rome, 29 novembre 2000), è stato un cestista statunitense, professionista nella NBL.

## Carriera
Giocò per una stagione stagioni nella NBL, disputando 40 partite con 6,5 punti di media.